# Drosanthemum speciosum
Espèce
Drosanthemum speciosum est une espèce de plantes de la famille des Aizoacées.